# Rajabhat-Universität Sisaket
Die Rajabhat-Universität Sisaket (thailändisch มหาวิทยาลัยราชภัฏศรีสะเกษ, im englischen Sprachgebrauch Sisaket Rajabhat University, kurz SSKRU) ist eine öffentliche Universität im Rajabhat-System von Thailand.

## Lage
Das Universitätsgelände liegt in Pho im Landkreis (Amphoe) Mueang Si Sa Ket, der Provinz Si Sa Ket. Pho liegt im Nordosten Thailands.

## Symbole
Das Emblem der Universität besteht aus den Farben Blau, Grün, Gold, Orange und Weiß, wobei jede Farbe eine eigene Bedeutung hat:
- Das Blau steht für das Königtum und stellt den Bezug her, dass der Name Rajabhat Universitäten vom König stammt.
- Das Grün steht für die 40 Standorte der Rajabhat Universitäten und der auserlesenen naturgemäßen Umgebung.
- Das Gold bedeutet Intellektueller Reichtum.
- Das Orange steht für die lokalen Künste und kulturellen Verzierung aller Rajabhat Universitäts-Standorte.

## Akademische Einrichtungen
Die Universität besitzt mehrere Fakultäten mit Bachelor- / Master-Studiengängen.
| Fakultät                           |  | Fakultät           |  | Fakultät                     |
| ---------------------------------- |  | ------------------ |  | ---------------------------- |
| Liberal arts and Science           |  | Business English   |  | Mathematics                  |
| Industrial Technology              |  | English            |  | Early Childhood Education    |
| Industrial Construction Technology |  | General Management |  | Social Studies               |
| Industrial Product Design          |  | Communication Arts |  | Elementary Education         |
| Computer Science                   |  | Laws               |  | Tourism and Hotel Management |
| Applied statistics                 |  | Computer Studies   |  | Human Resource Management    |
| Community development              |  | Chinese            |  | Educational Administration   |
| Accounting                         |  | Japanese           |  | Business Administration      |
| Public Administration              |  | Thai Language      |  | Graduate School              |
| Marketing                          |  | Business Computer  |  |                              |